# Saint-Omer, Pas-de-Calais
Saint-Omer este un oraș în Franța, subprefectură a departamentului Pas-de-Calais, în regiunea Nord-Pas de Calais. 